# Arylradikale
Arylradikale, auch aromatische Radikale, entstehen beim homolytischen Zerfall aromatischer Verbindungen des Typs 1a oder 1b:
Ein konkretes Beispiel für eine aromatische Verbindungen des Typs 1a sind Diarylperoxide, die sich zu einem Arylradikal (Ar•), Kohlendioxid (CO2) und einem Aryloxyradikal [•O–(CO)–Ar] zersetzen. Typisch für den Typus 1b ist die Zersetzung von Azoverbindungen, dabei wird als XΞY ein Stickstoffmolekül (NΞN) gebildet.
So zersetzt sich Dibenzoylperoxid thermisch oder photochemisch zu (instabilen) Phenylradikalen (C6H5•) und Kohlendioxid:

## Reaktionen
Arylradikale sind sehr reaktionsfreudig und treten als Zwischenprodukte in zahlreichen synthetisch bedeutsamen Reaktionen auf:
- Reaktion mit elektronenarmen Alkenen (Meerwein-Arylierung),
- Bildung von Diarylen durch Kupplungsreaktionen,
- Sandmeyer-Reaktion,
- Addition an Iminiumionen und
- Addition an Schwefeldioxid (SO2).

### Biochemie
Phenole können auch zu Arylradikalen oxidiert werden. Die dabei gebildeten Arylradikale dimerisieren in der Regel unter Ausbildung von Kohlenstoff-Kohlenstoff- oder Kohlenstoff-Sauerstoff-Bindungen. Im Stoffwechsel spielt die oxidative Kupplung von Phenolen eine Rolle bei der Bildung von
- Bisanthrachinonen,
- Lignin,
- Gerbstoffen und
- Alkaloiden.[3]